# Rosanna Arquette
Rosanna Lauren Arquette (New York, 10 augustus 1959) is een Amerikaans actrice. Ze won voor haar rol in Desperately Seeking Susan een BAFTA Award en werd daar voor genomineerd voor een Golden Globe.

## Biografie
Arquette is de dochter van de komische acteur Lewis Arquette en de dichteres Brenda "Mardi" Arquette (geboren Nowak). Ze is de zus van Patricia Arquette, David Arquette, Alexis Arquette en Richmond Arquette.
Tot haar vijftiende groeide ze op in een hippie-omgeving, daarna verhuisde ze alleen naar Californië waar ze haar eerste theaterlessen nam. Twee jaar later verscheen ze in kleine televisierollen en stilletjes aan raakte ze bekend bij het grote publiek, ook mede dankzij twee rollen in More American Graffiti (1979) en S.O.B. (1981) van Blake Edwards.
In 1983 kreeg ze haar eerste grote rol in de dramatische komedie Baby It's You. Het was twee jaar later dat ze echt doorbrak in de film Desperately Seeking Susan (1985) waarin ze haar rol vertolkte naast Madonna.
De regisseur Martin Scorsese koos haar als hoofdrolspeelster in After Hours en vier jaar later in New York Stories naast Nick Nolte. Ze verbleef gedurende acht maanden in Europa om haar rol in Le Grand Bleu van regisseur Luc Besson voor te bereiden.
Daarna koos ze niet meer voor grote Hollywoodfilms, maar voor onafhankelijke films. Ze verscheen nog wel als vrouw van een heroïnedealer in Pulp Fiction van Quentin Tarantino en in Crash van David Cronenberg.
De grote hit Rosanna van de Amerikaanse band Toto is aan haar opgedragen. Ten tijde van de opnames van het album Toto IV van die band ging zij geregeld uit met toetsenist Steve Porcaro
Vanaf 2004 tot 2007 speelde zij 5 episodes als Cherie Jaffe in The L-Word.

## Filmografie
- Dark Secret of Harvest Home (1978)
- More American Graffiti (1979)
- Gorp (1980)
- S.O.B. (1981)
- The Executioner's Song (1982)
- Johnny Belinda (1982) (tv-film)
- Baby It's You (1983)
- Off the Wall (1983)
- The Aviator (1985)
- Desperately Seeking Susan (1985)
- Silverado (1985)
- After Hours (1985)
- 8 Million Ways to Die (1986)
- Nobody's Fool (1986)
- Amazon Women on the Moon (1987)
- Le Grand Bleu (1988)
- New York Stories (1989)
- Black Rainbow (1989)
- Sweet Revenge (1990)
- Almost aka. Wendy Cracked a Walnut (1990)
- Flight of the Intruder (1991)
- The Linguini Incident (1991)
- Radio Flyer (1992)
- Fathers & Sons (1992)
- The Wrong Man (1993)
- Nowhere to Run (1993)
- Pulp Fiction (1994)
- Search and Destroy (1995)
- Crash (1996)
- White Lies (1996)
- Vive le cinéma! (1996)
- Gone Fishin (1997)
- Deceiver (1997)
- Do Me a Favor (1997)
- Buffalo '66 (1998)
- Hope Floats (1998)
- Floating Away (1998)
- Hell's Kitchen (1998)
- I'm Losing You (1998)
- Fait Accompli (1998)
- Homeslice (1998)
- Sugar Town (1999)
- Palmer's Pick Up (1999)
- Mistaken Identity (1999)
- Pigeonholed (1999)
- Interview with a Dead Man (1999)
- The Whole Nine Yards (2000)
- Too Much Flesh (2000)
- Things Behind the Sun (2001)
- Joe Dirt (2001)
- Big Bad Love (2001)
- Good Advice (2001)
- Diary of a Sex Addict (2001)
- Searching for Debra Winger (2002)
- Will & Grace (2004-2005)
- The L Word (2004-2006)
- All We Are Saying (2005)
- Grey's Anatomy (2006)
- I-See-You.Com (2006)
- What About Brian (2006-2007)
- Terra (2007, stem)
- Ball Don't Lie (2008)
- Growing Op (2008)
- The Book of Love (2009)
- Inhale (2010)
- The Divide (2011)
- Exodus Fall (2011)
- Peace, Love & Misunderstanding (2011)
- Hardflip (2012)
- Draft Day (2014)
- Larry Gaye: Renegade Male Flight Attendant (2015)
- Kill Your Friends (2015)
- Frank & Lola (2016)
- Lovesong (2016)
- The Etruscan Smile (2018)
- Big Sky (2023)

## Prijzen
- 1984 - BSFC Award
  - Beste actrice voor Baby It's You
- 1986 - BAFTA Award
  - Beste actrice in een bijrol voor Desperately Seeking Susan
- 1989 - Filmfestival van Sitges
  - Beste actrice voor Black Rainbow
- 1990 - International Fantasy Film Award
  - Beste actrice voor Black Rainbow
- 1991 - Mystfest
  - Beste actrice voor Black Rainbow